# LN Волка
LN Волка (лат. LN Lupi), HD 143996 — двойная звезда в созвездии Волка на расстоянии (вычисленном из значения параллакса) приблизительно 768 световых лет (около 235 парсеков) от Солнца. Видимая звёздная величина звезды — от +7,72m до +7,37m.

## Характеристики
Первый компонент — красный гигант, пульсирующая полуправильная переменная звезда типа SRB (SRB) спектрального класса M5III, или Mb. Масса — около 1,167 солнечной, радиус — около 177,397 солнечных, светимость — около 1025,99 солнечных. Эффективная температура — около 3295 K.
Второй компонент — коричневый карлик. Масса — около 55,4 юпитерианских. Удалён на 1,575 а.е..